# 삿갓 쓴 장고
"삿갓 쓴 장고"(삿갓 쓴 張高)는 한국에서 제작된 최영철 감독의 1985년 영화이다. 김인문 등이 주연으로 출연하였고 김원두 등이 제작에 참여하였다.

## 출연

### 주연
- 김인문

### 조연
- 이승현
- 한무
- 김기주

## 기타
- 조명: 장기종